# 흙의 노예
흙의 노예는 1940년에 이무영이 《인문평론》 7호에 발표한 단편소설로 농촌생활에서 취재한 그의 대표작이다. 내용은 기계 문명에 대치되는 순수한 인간성의 재탐구와 무지를 이해 못하는 지식층이 흙의 노예라 부를 수 있는 무지한 인간 속에서 참된 생의 철학을 발견하게 되는 과정을 그린 것이다. 흙의 노예는 식민지 치하에서의 농민의 가난과 가난한 농민의 흙에 대한 집념을 현실적으로 묘사함으로써 당시 농민들의 삶과 의식의 한 단면을 보여준다.

## 줄거리
자신의 농촌 설계가 무정견하고 로맨틱한 것이었음을 깨닫고 낙향한 수택은 처음 몇 달간은 농사를 지으며 소설도 쓰며 살려고 했다. 그러나 자신이 수확하여 얻은 벼는 넉 섬 뿐이었다. 다섯 식구가 벼 넉 섬으로 반년을 살아가야 한다는 현실 앞에서 낙담한 수택은 자기 집이 완전히 몰락했다는 사실까지 뒤늦게 깨달으며 더 큰 충격을 받는다. 아버지 김 영감은 고아에서 자수성가한 사람이었다. 그런 그가 30여 마지기의 논을 10년 사이에 다 날리고 소작농이 되어 있었다. 김 영감은 신문명의 유입 때문에 그렇게 되었다 전한다. 신문명이 사람의 기호를 바꾸어놓고 필요의 증대를 유도하여, 농민들은 과도한 지출을 감당하지 못하고 몰락할 수밖에 없었다는 것이다. 김 영감은 농촌을 망친 원인이 기계문명이라 생각했다.
광적으로 땅에 집착하던 김 영감은 지금은 남의 땅이 된 지난날의 자기 땅을 찾아가 바라보거나, 휴지 조각이 된 땅문서를 뒤적이기도 한다. 수택은 자신의 원고료와 퇴직금, 일부 세간을 판 돈을 합해 그 땅을 다시 사겠다고 하니 김 영감은 기뻐한다. 하지만 병든 김 영감은 약값 때문에 땅값이 축날 것을 우려하고 “찾어-땅-.” 한마디를 남기고 자결한다.